# Natalja Iwanowa
Natalja Nikołajewna Iwanowa (ros. Наталья Николаевна Иванова, ur. 25 czerwca 1981) – rosyjska lekkoatletka, płotkarka i sprinterka.

## Osiągnięcia
- 4. miejsce podczas halowych mistrzostw Europy (bieg na 400 m, Wiedeń 2002)
- złoto młodzieżowych mistrzostw Europy (sztafeta 4 × 400 m, Bydgoszcz 2003)[1], podczas tych zawodów zajęła także 5. miejsce w biegu na 400 metrów[2]
- srebrny medal igrzysk olimpijskich (sztafeta 4 × 400 m, Ateny 2004), Iwanowa biegła na drugiej zmianie w biegu półfinałowym, w finale zastąpiła ją Natalia Nazarowa, Rosjanki zajęły drugą lokatę, zgodnie z przepisami Iwanowej również przypadł srebrny medal olimpijski
- dwa złote medale Uniwersjady (Izmir 2005, bieg na 200 m & sztafeta 4 × 400 m)
- złoto mistrzostw Europy (sztafeta 4 × 400 m, Göteborg 2006), podczas tej imprezy Iwanowa zajęła także 5. miejsce na 400 metrów przez płotki
- srebrny medal halowych mistrzostw Europy (sztafeta 4 × 400 m, Birmingham 2007)

## Rekordy życiowe
- bieg na 200 m – 22,97 (2005)
- bieg na 400 m – 50,79 (2004)
- bieg na 400 m przez płotki – 54,36 (2007)
- bieg na 200 m (hala) – 23,13 (2006)
- bieg na 300 m (hala) – 37,01 (2004)
- bieg na 400 m (hala) – 52,23 (2002)